# Diocèse de Noyon
L'évêché de Noyon  ou diocèse de Noyon était une division ecclésiastique disparue en 1790. Il est aujourd'hui rattaché au diocèse de Beauvais.

## Histoire
Le comté ecclésiastique de Noyon  a eu une importance considérable dans la vie ecclésiastique française, avant son rattachement, pour la partie située dans le nouveau département de l'Oise, en tant que diocèse à celui de Beauvais en 1851, le reste étant transféré dans le diocèse de Soissons pour la partie située dans le département de l'Aisne ou dans le diocèse d'Amiens pour la partie située dans le département de la Somme.